# Cercis chingii
Cercis chingii är en ärtväxtart som beskrevs av Woon Young Chun. Cercis chingii ingår i släktet Cercis och familjen ärtväxter. Inga underarter finns listade i Catalogue of Life.